# Partido La Matanza
La Matanza ist das Partido mit der größten Einwohnerzahl im argentinischen Ballungsraum von Buenos Aires, dem sogenannten Gran Buenos Aires. Es ist mit 1.775.816 Einwohnern (Volkszählung 2010) nach Buenos Aires von der Einwohnerzahl her die zweitgrößte Verwaltungseinheit und das größte Departamento oder Partido des Landes. Hauptstadt ist das nur wenige Kilometer von Buenos Aires entfernte San Justo mit 109.686 Einwohnern.
Das Partido grenzt im Nordosten an die Stadt Buenos Aires und an Lomas de Zamora, im Osten an Esteban Echeverría und Ezeiza, im Südosten an Cañuelas, im Südwesten an Marcos Paz, im Westen an Merlo und im Nordwesten an Morón und Tres de Febrero.

## Geographie
Das Gebiet hat eine Fläche von 327 km² und ist von der Topographie her flach. Der Río Matanza-Riachuelo, der im Westen seinem natürlichen Lauf folgt und im Osten nahe der Grenze zu Buenos Aires zum Teil kanalisiert ist, bildet die Südostgrenze des Partidos. Er ist einer der am stärksten verschmutzten Flüsse Argentiniens und führt zu zahlreichen Umweltproblemen in seinem Einzugsgebiet. Die Umgebung des Flusses ist bewaldet, während im Norden des Partidos neben dem bebauten Gebiet landwirtschaftlich genutzte Flächen vorherrschen.

## Geschichte
Der Name von La Matanza (deutsche Übersetzung: Massentötung oder Massaker), der seit dem 17. Jahrhundert für die Gegend belegt ist, rührt wahrscheinlich von einer 1536 erfolgten Schlacht zwischen den Spaniern um Diego de Mendoza, dem Bruder des Anführers der Kolonisten Pedro de Mendoza, mit den Het (Querandíes) auf dem Gebiet her, bei der De Mendoza getötet wurde.
Bis 1812 wurde La Matanza gemeinsam mit Morón verwaltet, das damals ein deutlich größeres Gebiet als heute umfasste; danach wurden beide Gebiete getrennt. Infolge der Verwaltungsreform der Provinz Buenos Aires im Jahr 1854 wurde es zum Partido und zum Municipio (Gemeinde) erklärt, 1856 wurde die Hauptstadt San Justo gegründet. Als zweite Stadt folgte das heute 97.076 Einwohner zählende Ramos Mejía 1861.
Nach mehreren Abspaltungen schrumpfte La Matanza bis 1878 auf seine heutige Ausdehnung. Um die Jahrhundertwende wurden die beiden heute größten Städte gegründet: González Catán (163.815 Einwohner) 1910, und Gregorio de Laferrere, mit 177.119 Einwohnern heute die größte Stadt, 1911.
Bis etwa 1930 war die Region ländlich geprägt. In den 30er Jahren wurde besonders die Umgebung der größten Städte San Justo und Ramos Mejía durch gezielte Planung industrialisiert, so wuchs die Zahl der Industriebetriebe zwischen 1935 und 1954 von 136 auf 1.638. Damit einher ging ein rapider Anstieg der Einwohnerzahlen, der bis heute anhält. Es entstanden Arbeiterviertel und informelle Siedlungen (villas miseria). Das große Sozialwohnungsviertel Ciudad Evita (heute 68.368 Einwohner) wurde in der ersten Regierungsperiode Juan Peróns 1947 errichtet und nach seiner Frau Evita Perón benannt. Es wurde zum Vorbild des sozialen Wohnungsbaus in Argentinien.
In den 1970er und 1980er Jahren stagnierte die Entwicklung und in den 1990er Jahren ging die Zahl der Industriebetriebe sogar wieder zurück. Bis heute bleiben einige Teile des Partidos, wie Virrey del Pino von der Landwirtschaft geprägt. Zwischen 2001 und 2010 wuchs die Einwohnerzahl um mehr als 40 Prozent, was landesweit einer der höchsten Wachstumsraten bei Verwaltungseinheiten dieser Größe entspricht.

## Ortschaften
La Matanza wird von 15, fast alle zusammengewachsenen Ortschaften integriert, die sich in Form einer Kette in Ost-West-Richtung an einer Ausfallstraße von Buenos Aires, der Ruta Nacional 3, entlangziehen. Südlich davon liegt Ciudad Evita, benannt nach Eva Perón, eines der ersten großen Sozialwohnungsviertel Argentiniens, das während der Zeit des Peronismus gebaut wurde. 
Folgende Ortschaften integrieren das Partido:
- 20 de Junio
- Aldo Bonzi
- Ciudad Evita
- Ciudad Madero
- González Catán
- Gregorio de Laferrere
- Isidro Casanova
- La Tablada
- Lomas del Mirador
- Rafael Castillo
- Ramos Mejía
- San Justo (Verwaltungssitz)
- Tapiales
- Villa Eduardo Madero
- Villa Luzuriaga
- Virrey del Pino